# Isabelle Deserf
Isabelle Deserf is een Waals politica voor de Franstalige partij Mouvement Réformateur. Ze is de dochter van de politicus Jean-Pierre Deserf.
Deserf is afgestudeerd in als licentiaat in de Germaanse talen. In 2000 werd ze verkozen bij de gemeenteraadsverkiezingen in Bevekom en sinds december 2006 is ze benoemd tot schepen in diezelfde gemeenteraad. Als schepen heeft ze de volgende bevoegdheden: jeugd, sport en vrije tijd. Ze werd verkozen via de lijst Entente Communale (EC), die bij de gemeenteraadsverkiezingen van 2006 en 2012 de burgemeester en alle schepenen, waaronder Deserf, leverde.
Ze was van 2002 tot 2004 een adviseur op het kabinet van Europees commissaris Louis Michel en in 2009 van diens zoon, Charles Michel, toen minister van Ontwikkelingssamenwerking. Sinds 2004 is ze ook werkzaam op de Federale Overheidsdienst Buitenlandse Zaken.
Ze is tevens politiek secretaris van de Mouvement Réformateur-afdeling te Bevekom.